# Caterham (miasto)
Caterham – miasto w Anglii, w hrabstwie Surrey, w dystrykcie Tandridge. Leży 26 km na południe od centrum Londynu. Miasto liczy 20 957 mieszkańców.